# Aurèle Amenda
Aurèle Amenda (Biel, 2003. július 31. –) svájci korosztályos válogatott labdarúgó, a Young Boys hátvédje.

## Pályafutása

### Klubcsapatokban
Amenda a svájci Biel városában született. Az ifjúsági pályafutását a helyi Etoile Biel csapatában kezdte, majd a Young Boys akadémiájánál folytatta. 
2022. január 1-jén írta alá a profi szerződését a klubbal. Február 13-án, a Basel ellen 3–1-re megnyert mérkőzés 85. percében Wilfried Kanga cseréjeként debütált a svájci ligában.

### A válogatottban
Amenda az U16-ostól az U21-esig több korosztályos válogatottban is képviselte Svájcot.
2023-ban debütált az U21-es válogatottban. Először a 2023. március 28-ai, Izrael ellen 2–1-re megnyert mérkőzés 64. percében, Bećir Omeragić cseréjeként lépett pályára.

## Statisztika
2023. április 30. szerint.
| Klub       | Szezon   | Bajnokság          | Bajnokság | Bajnokság | Kupa  | Kupa  | Nemzetközi | Nemzetközi | Összesen | Összesen |
| Klub       | Szezon   | Bajnokság          | Mérk.     | Gólok     | Mérk. | Gólok | Mérk.      | Gólok      | Mérk.    | Gólok    |
| ---------- | -------- | ------------------ | --------- | --------- | ----- | ----- | ---------- | ---------- | -------- | -------- |
| Young Boys | 2021–22  | Swiss Super League | 4         | 0         | 0     | 0     | 0          | 0          | 4        | 0        |
| Young Boys | 2022–23  | Swiss Super League | 11        | 0         | 2     | 0     | 2          | 0          | 15       | 0        |
| Összesen   | Összesen | Összesen           | 15        | 0         | 2     | 0     | 2          | 0          | 19       | 0        |

## Sikerei, díjai
Young Boys
- Swiss Super League
  - Bajnok (1): 2022–23

- Svájci Kupa
  - Győztes (1): 2022–23